# Strzelanina w Velikiej Ivančy
Strzelanina w Velikiej Ivančy – strzelanina, do której doszło we wczesnych godzinach rannych 9 kwietnia 2013 we wsi Velika Ivanča, oddalonej o 50 km na południe od Belgradu, stolicy Serbii. W strzelaninie zginęło 14 osób, w tym sprawca strzelaniny. Sprawcą masakry był 60-letni Ljubiša Bogdanović, który po jej dokonaniu postrzelił się w głowę i zmarł 11 kwietnia 2013 roku.

## Przebieg
Około 5:00 czasu lokalnego Ljubiša Bogdanović, weteran wojny w Chorwacji w latach 1991–1995, najpierw zabił swoją matkę i własnego syna strzałem w głowę z pistoletu kaliber 9 mm oraz ciężko ranił swą żonę w ich wspólnym domu. Następnie wtargnął do czterech sąsiednich domów i zastrzelił w nich łącznie 11 następnych osób. Użytą do dokonania zbrodni bronią był pistolet CZ-88 kalibru 9 mm. Kiedy we wsi pojawiła się policja, Bogdanović postrzelił się w głowę.
Sprawca po próbie samobójczej został w stanie krytycznym przetransportowany do szpitala w Belgradzie, gdzie zmarł 2 dni później.
10 kwietnia 2013 roku został ogłoszony w Serbii dniem żałoby narodowej dla upamiętnienia ofiar strzelaniny.

## Ofiary strzelaniny
Pełna lista ofiar śmiertelnych strzelaniny (wliczając sprawcę):

1. Branko Bogdanović (lat 42)
2. Dobrila Bogdanović (lat 83)
3. Ljubiša Bogdanović (lat 60)
4. David Despotović (lat 2)
5. Goran Despotović (lat 23)
6. Jovana Despotović (lat 21)
7. Mikailo Despotović (lat 61)
8. Milena Despotović (lat 61)
9. Ljubina Jesić (lat 64)
10. Miloš Jesić (lat 48)
11. Olga Mijailović (lat 79)
12. Velimir Mijailović (lat 78)
13. Danica Stekić (lat 78)
14. Dragana Stekić (lat 50)